# Kaka de Luxe
Kaka de Luxe fue un grupo musical punk creado en Madrid a finales de 1977 activo hasta 1978. Aunque experimentó varios cambios de formación algunos de sus miembros más reconocidos fueron Fernando Márquez El Zurdo, Manolo Campoamor, Carlos Berlanga, Enrique Sierra, Alaska, Nacho Canut y Pablo Martínez.

## Historia
Kaka de Luxe empezó siendo un grupo de dibujantes y gente de fanzine en 1977 y, más tarde, se pensó en la idea de formar un grupo para conseguir dinero, un grupo de punk rock principalmente con Carlos Berlanga, Manolo Campoamor y Fernando Márquez El Zurdo, que más tarde conocieron a Enrique Sierra, Alaska y Nacho Canut.

"Se encontraron con una pandilla de maricones que no sabían tocar(...); ahora, se tuvieron que tragar el concierto y nosotros nos quedamos tan panchos. El rock de entonces era muy aburrido. Se odiaba a los chavales que intentaban crear algo nuevo, parecía algo maricón, una pandilla de niñatos haciendo el ridículo. Eso debíamos de parecerles, con varios cantantes, todos vestidos raros y cada uno con un concepto diferente de lo que quería ser"
Enrique Sierra 

En 1978 la banda grabó un EP con cuatro canciones titulado Kaka de Luxe en lo que supuso la disolución de Kaka de Luxe como grupo antes de que sus integrantes prosiguieran sus carreras profesionales en distintos proyectos.

"Los ensayos eran bastante aburridos porque no sabíamos ni tocar ni componer y aquello era un poco patético. Lo que nos gustaba era salir e ir al cine a ver películas de terror. Actuar, una vez subidos al escenario, estaba bien. Pero el local de ensayo sí que era crudo porque la cosa no avanzaba. Entiendo que Carlos (Berlanga) no quisiera salir a escena, se pasaba mucha vergüenza"
Manolo Campoamor 

En 1982 tras la disolución del grupo creado por Fernando Márquez El Zurdo, Paraíso, la discográfica editó un EP titulado Kaka de Luxe/Paraíso donde se recogían seis canciones de los dos grupos.

"Aquello era como volver al colegio. En directo bajaba el volumen del bajo, como Sid Vicious tampoco tocaba en Sex Pistols, no sentía que estuviese engañando a nadie. Me ponía de espaldas porque me daba vergüenza que me viese el público. Carlos ni salía. Y si alguna vez quería cantar lo hacía desde el extremo del escenario"
Nacho Canut 

En 1983, para seguir exprimiendo el recuerdo del grupo, las discográficas Chapa Discos y Zafiro decidieron lanzar un álbum con todas las canciones de Kaka de Luxe llamado Las canciones malditas, que recogía sus primeras maquetas. Ninguno de los miembros del grupo ha cobrado nada del disco ni de sus reediciones.

"Para nosotros subir a actuar era un trago y eso se mitigaba con el alcohol. Nunca aprendía a tocar la guitarra sin mirar los trastes, siempre estaba pendiente de ella. Pesaba un montón y yo encima me empeñaba en usar una cadena en lugar de correa y me quedaba el hombro morado. No me divertía nada estar sobre el escenario. Era la obligación propia de un grupo pero me parecía una tortura. Sin embargo, apenas recuerdo una mala reacción del público".
Olvido Gara 

El 17 de mayo de 1983, años después de su disolución, el grupo se volvió a juntar con motivo de la primera emisión del programa de Televisión Española La edad de oro a petición de su directora y presentadora Paloma Chamorro. En ella interpretaron parte de su repertorio, se proyectó un reportaje sobre la génesis y desarrollo del grupo, y realizó una entrevista en plató.

"Kaka de Luxe reúnen, en una puesta en escena multicolor punki, el ataque de los Ramones neoyorquinos, la sofisticación retro de Roxy Music londinenses, el distanciamiento teatral de los Tubes sanfranciscanos y la suave sátira de Vainica Doble"
Jesús Ordovás 

## Legado
Kaka de Luxe fue caldo de cultivo de algunos de los personajes más representativos de la movida madrileña, como por ejemplo:
- El artista plástico Manolo Campoamor que junto con Alaska, Carlos Berlanga y Nacho Canut formaron Alaska y los Pegamoides (a los cuales posteriormente se unirían Eduardo Benavente y Ana Curra) y, más tarde, Alaska y Dinarama (Eduardo y Ana no formaron parte de este proyecto musical).

- Nacho Canut formó junto a Eduardo Benavente la primera formación de Parálisis Permanente, mientras los Pegamoides mantenían sus continuas disensiones y separaciones.

- Fernando Márquez El Zurdo lideró las bandas Paraíso y La Mode.

- Enrique Sierra, Manolo Campoamor y Carlos Berlanga con Javier Furia y Herminio Molero crearon el germen de lo que serían Radio Futura aunque solo Enrique se integraría en la primera formación oficial.

## Discografía

### EP
- Kaka de Luxe (1978).
- Kaka de Luxe/Paraíso (1982).

### Álbumes de estudio
- Las canciones malditas (1983).

### Canciones
- «La tentación»
- «Rosario»
- «Toca el pito»
- «Pero me aburro»
- «Pero qué público más tonto tengo»
- «Viva el metro»
- «La pluma eléctrica»
- «Pondré mil voltios en tu lengua»
- «La alegría de vivir»
- «Borracho no se puede conducir por la ciudad (Peligrosos sociales)»
- «¿Y por qué no?»
- «Música para embrollar (Huye de mí)»